# Zadužbina za slobodni softver Evrope
Zadužbina za slobodni softver Evrope (engl. Free Software Foundation Europe - FSFE ili FSF Europe) je nastala 2001. godine kao zvanična sestrinska organizacija za Evropu Zadužbine za slobodni softver (engl. Free Software Foundation - FSF, bazirane u Sjedinjenim Američkim Državama), kako bi se brinula o svim aspektima vezanim za slobodni softver u Evropi. FSF i FSFE su pravno i finansijski autonomne organizacije.
FSFE veruje da pristup softveru i kontrola nad njim određuju ko može učestvovati u razvoju digitalnog društva. Stoga su slobode korišćenja, kopiranja, modifikacije i redistribucije softvera, opisane u definiciji slobodnog softvera, neophodni preduslovi za podjednaku mogućnost učešća u informatičkoj eri.